# 尧生乡
尧生乡是中国陕西省铜川市宜君县下辖的一个乡。

## 行政区划
尧生乡下辖以下行政区：
西舍村、郭寨村、车村、尧生村、思弥村、桃村、孟家庄村、南寨地村、北寨地村、王尧科村、孟皇村、走马梁村、东舍村